# 二乙二酸-1,4-苯醌酯
二乙二酸-1,4-苯醌酯也称为“二乙二酸四羟基-1,4-苯醌酯”、“二草酸四羟基-1,4-苯醌酯”或“二草酸四羟基对苯醌酯”等，是一种有机碳氧化物，其分子式为C10O10。每分子该化合物都由一分子四羟基-1,4-苯醌（可视为四个氢原子都被羟基取代的对苯醌）与两分子乙二酸酯化的产物。

## 历史
1968年，H. S. Verter、H. Porter和R. Dominic首先描述了二乙二酸四羟基-1,4-苯醌酯这种物质。之后，由研究人员用乙二酰氯与四羟基-1,4-苯醌在四氢呋喃溶液中合成。在四氢呋喃溶液中析出后，可观察到黄色的二乙二酸四羟基-1,4-苯醌酯晶体，但不能得到其纯净物。